# John Forrest Kelly
John Forrest Kelly (* 28. März 1859 bei Carrick-on-Suir, Irland; † 15. Oktober 1922 in Pittsfield, Massachusetts) war ein US-amerikanischer Erfinder.

Bild:John Forrest Kelly, ca. 1905

Seine Eltern, Jeremiah und Kate Forrest Kelly, waren Lehrer. Er hatte noch elf Geschwister. 1873 emigrierte er in die USA und besuchte das Stevens Institute of Technology in Hoboken, New Jersey, wo er 1878 seinen Bachelor und 1881 seinen Ph. D. erwarb. 
Er arbeitete zunächst als Assistent bei Edison in den Laboratorien in Menlo Park. 1879 wurde er Ingenieur bei der Western Electric Company in New York. 1882 wurde er Laborassistent von Edward Weston und dann Chefelektriker der United States Electric Lighting Company (USEL; gegründet von Weston, Hiram S. Maxim und Farmer). 
Er wurde Partner von William Stanley (Erfinder) und Cummings C. Chesney in der 1890 in Pittsfield gegründeten Stanley Electric Manufacturing Company. Sie entwickelten das Wechselstrom-Übertragungssystem SKC, bei dem die Frequenz geändert werden konnte, und das in den 1890ern in zahlreichen Textilfabriken und anderen Industrien installiert wurde. Kelly meldete mehr als 90 Patente an und war Miterfinder des Cooke-Kelly-Prozesses zur Trocknung von Lebensmitteln.